# Сава (річка)

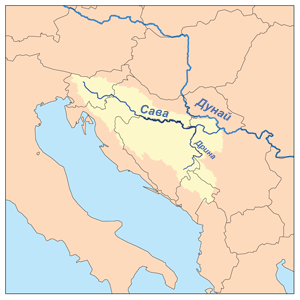
Басейн річки Сави

Са́ва (серб. Сава, словен. Sava, хорв. Sava, угор. Száva) — річка в південно-східній Європі, права притока Дунаю. Довжина річки — 945 км, площа басейну — 95 719 км². Витрати води в районі Загреба — 255 м³/c; у гирлі — 1 722 м³/c. Протікає по території Словенії, Хорватії, Боснії і Герцеговини, Сербії (між останніми двома країнами є природним кордоном).
Сава бере свій початок у горах Словенії на північний захід від Любляни в місці злиття двох річок — Сава Долинська (Sava Dolinska) і Сава Бохинська (Sava Bohinjska), впадає в Дунай біля Белграда.
Сава є північною межею Балканського півострова та південним краєм Паннонської рівнини.
Сава є судноплавною впродовж 593 км — від м. Сисак у Хорватії до гирла.

## Великіпритоки
- Праві — Любляниця, Мирна, Крка (Словенія); Купа, Уна (Хорватія), Врбас, Босна (Боснія), Дрина (межа Сербії та Боснії і Герцеговини), Колубара (Сербія).
- Ліві — Камнішка Бистріца, Савіня (Словенія), Сутла, Лоня, Орлява (Хорватія), Босут (Хорватія і Сербія).

Найбільша притока — Дрина.

## Міста
- Словенія — Крань, Любляна, Литія, Севниця (Sevnica), Кршко (Krško), Брежиці (Brežice), Загір'я-на-Саві (Zagorje ob Savi), Трбовлє (Trbovlje), Храстник (Hrastnik).

- Хорватія — Загреб, Сисак.

У місці, де Сава є межею між Хорватією та Боснією і Герцеговиною, на ній розташовано декілька «парних» міст по обидві сторони річки:
- Хорватія/Боснія і Герцеговина — Стара Градишка (Stara Gradiška)/Градишка (Gradiška), Давор (Davor)/Србац (Srbac), Славонський Брод (Slavonski Brod)/Босанський Брод (Bosanski Brod), Жупаня (Županja)/Ораше (Orašje), Гуня (Gunja)/Брчко (Brčko).

- Сербія — Сремська Митровиця, Белград.

Попри те, що Любляна була заснована на берегах притоки Сави — Любляниці, нові квартали міста підходять до Сави, що дозволяє говорити про те, що Сава сполучає три столиці — Любляну, Загреб і Белград.
Річка має велике транспортне значення.

## Галерея

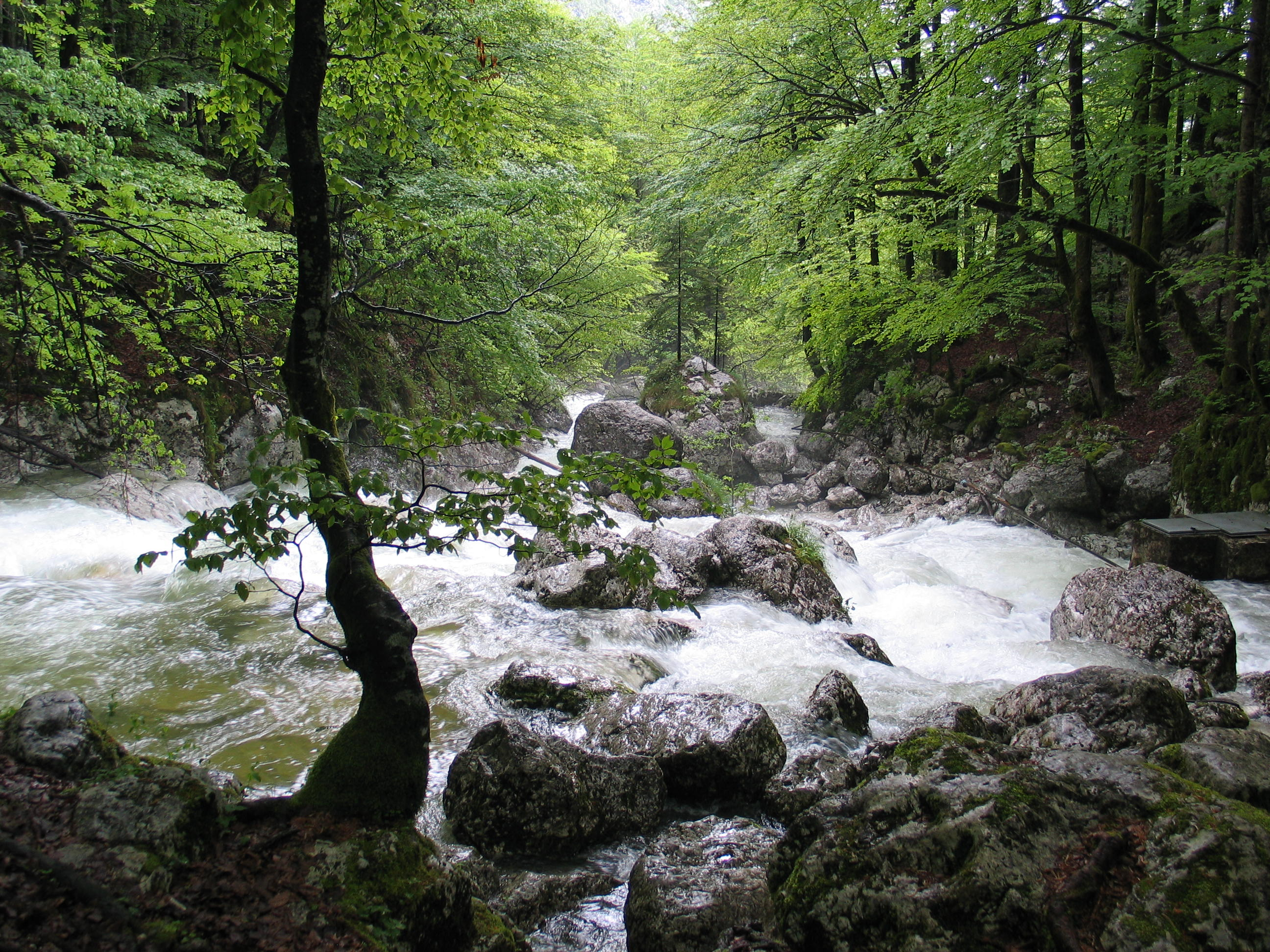
Сава-Бохинька (Словенія)
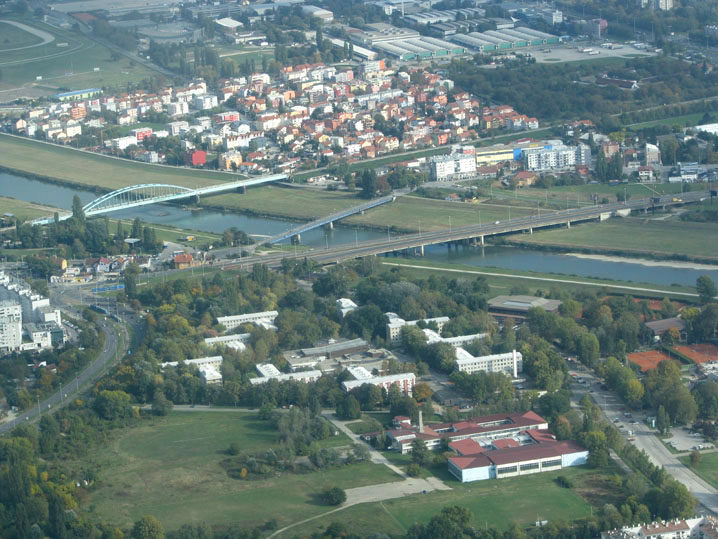
Мости через Саву в Загребі (Хорватія)

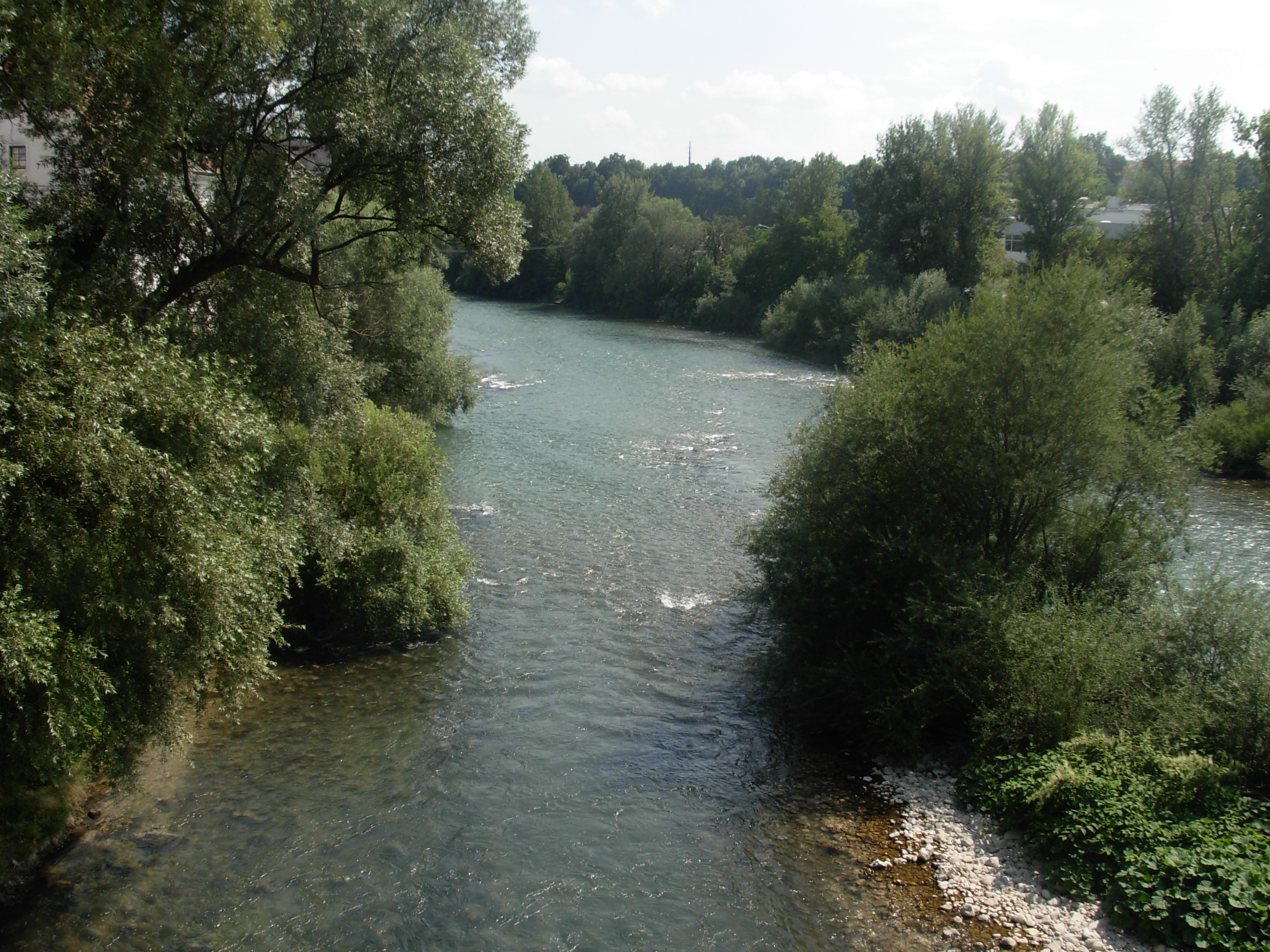
Сава в Крані (Словенія)
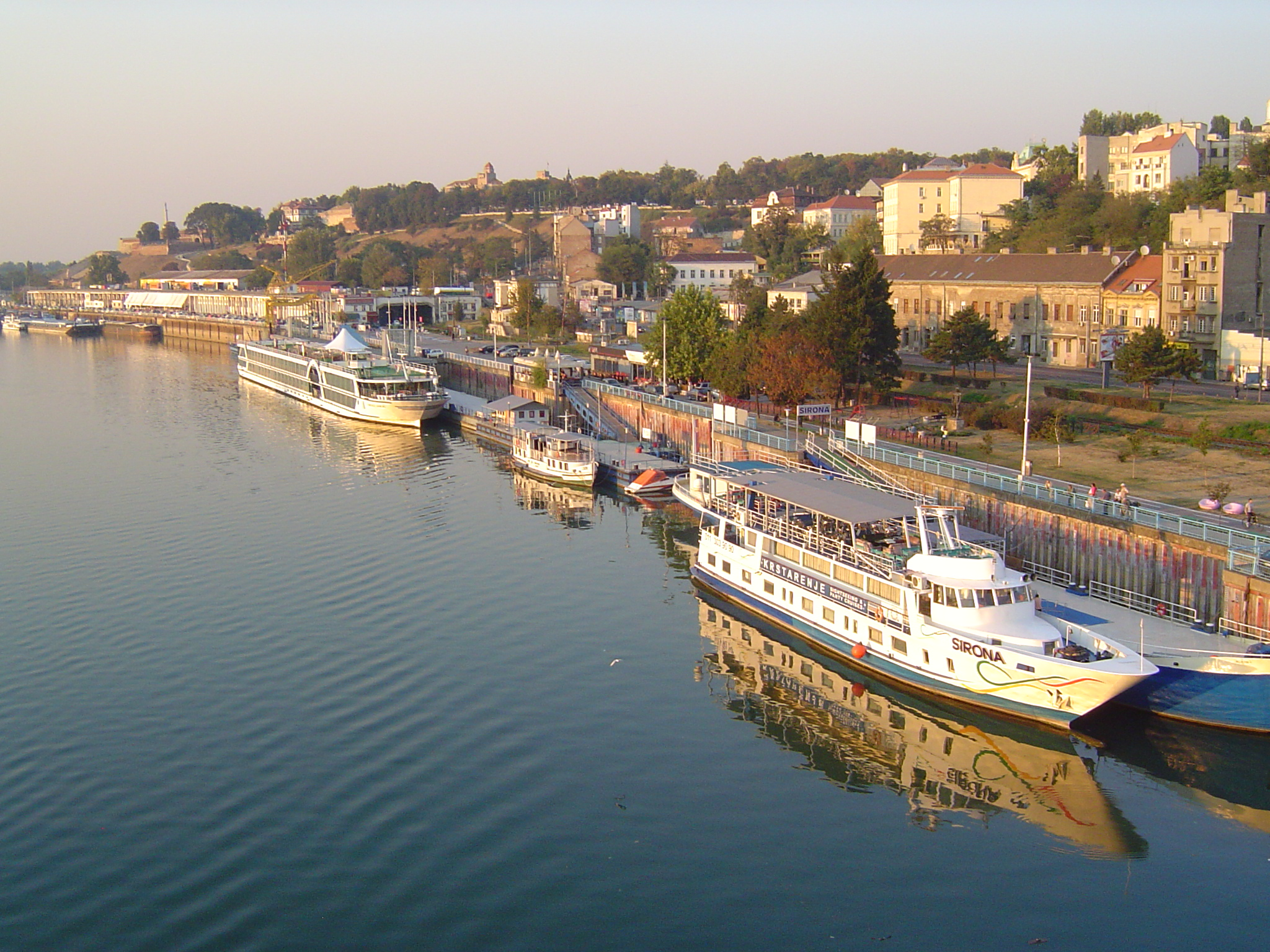
Белградський річковий порт на Саві